# Virgen de Chijipata
La Virgen de Chijipata, también conocida como Virgen de la Purísima Concepción de Chijipata y Mamita de Chijipata, es una advocación de la Virgen María propia del pueblo de Laja en el departamento de La Paz, Bolivia.

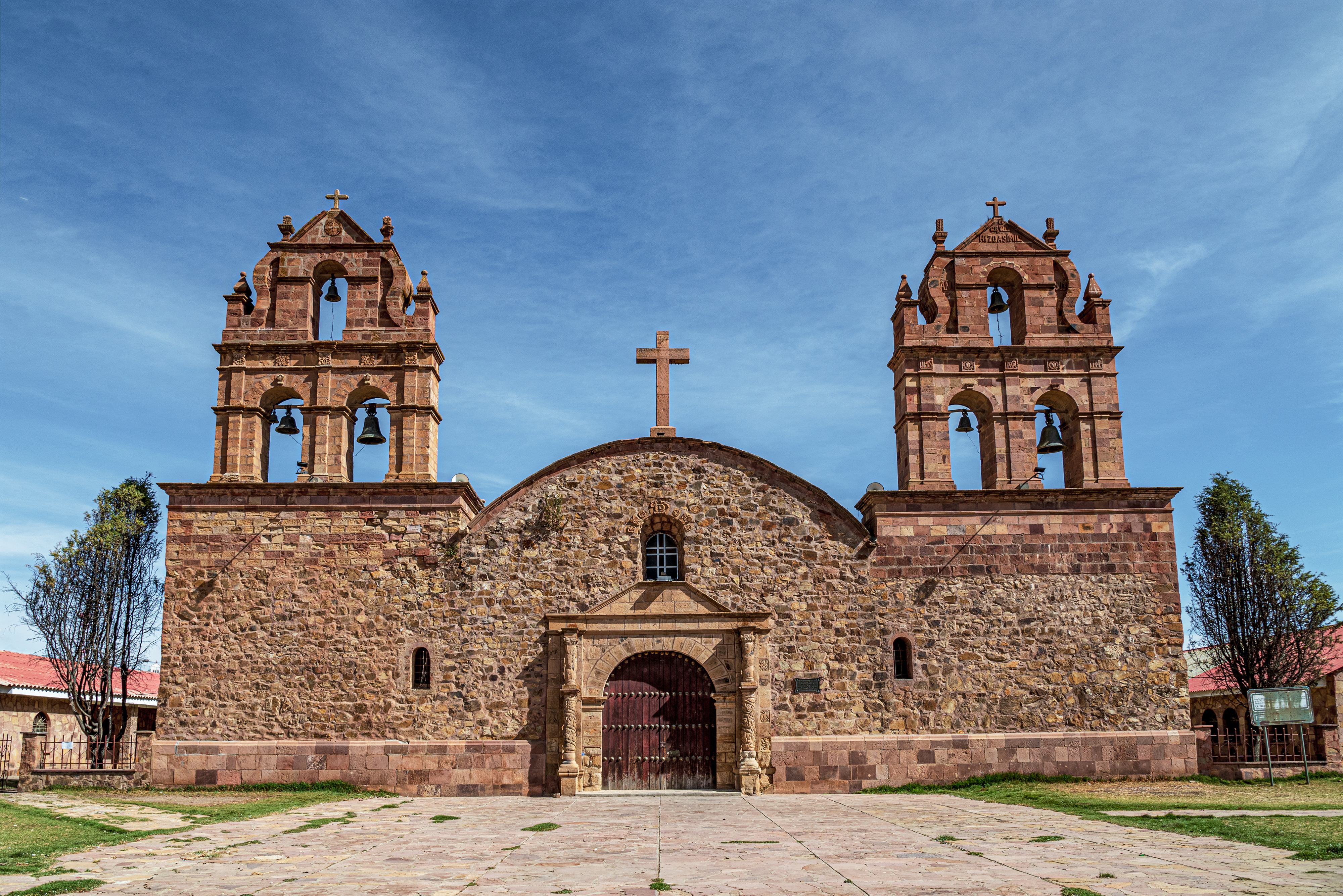
Templo principal de Laja

## Leyenda y devoción
Según cuenta la leyenda, la imagen se apareció en un batán de piedra en Laja, mientras una mujer preparaba llajua para su marido, el cual llegaría a casa en estado de ebriedad. Según el sacerdote Felipe López Menéndez la aparición milagrosa tuvo lugar hacia 1854, mismo año en que el Vaticano publicó el Dogma de la Inmaculada Concepción. La virgen de Chijipata responde, justamente, a esta advocación. El batán, que es un instrumento de piedra andino utilizado para moler alimentos, fue trasladado primero al templo principal de Laja, denominado Nuestra Señora de la Concepción, y luego se construyó una capilla en la cercana colina de Santa Bárbara para resguardarlo, ubicada a aproximadamente 200 metros de la plaza principal.
La fiesta de esta virgen se celebra cada 8 y 9 de diciembre y en ella la embriaguez ocupa un lugar importante, dado que el origen mismo del milagro está relacionado con la borrachera. El 8 de diciembre se saca en procesión a la representación de la virgen que está en el templo principal y el 9 se peregrina hasta la capilla de la colina donde se encuentra el batán con la imagen milagrosa. Fraternidades folklóricas bailan en devoción de esta figura desde por lo menos la década de 1950.

## Sincrestismo
El culto a la Virgen de Chijipata también se asocia con el culto a la piedra propio de las culturas andinas. Desde tiempos precolombinos los habitantes de los Andes veneran figurillas de piedra conocidas como illas que se relacionan con la fecundidad y la abundancia. Otro aspecto importante es que la embriaguez no está mal vista durante las celeebraciones.

## Feria de miniaturas
También durante los festejos de esta virgen se organiza una feria de miniaturas similar a la Alasita. Los comerciantes se ubican en el camino a Santa Bárbara y en los alrededores de la capilla para pedirle a la virgen que transforme sus miniaturas en realidad. Al lado de la capilla hay un velatorio donde las personas, además de encender velas, dibujan con cera en las paredes los objetos que desean que la virgen convierta en realidad. Se dice que la virgen concede los deseos de los feligreses después de haber asistido tres años consecutivos a sus pies, aunque hay devotos que van anualmente durante más años. 

## Equipo de fútbol
En honor a la Virgen de Chijipata hay un equipo de fútbol con el mismo nombre, el cual es el único club de estas características en Laja. 